# Specialized Epic
Pour les articles homonymes, voir Epic.

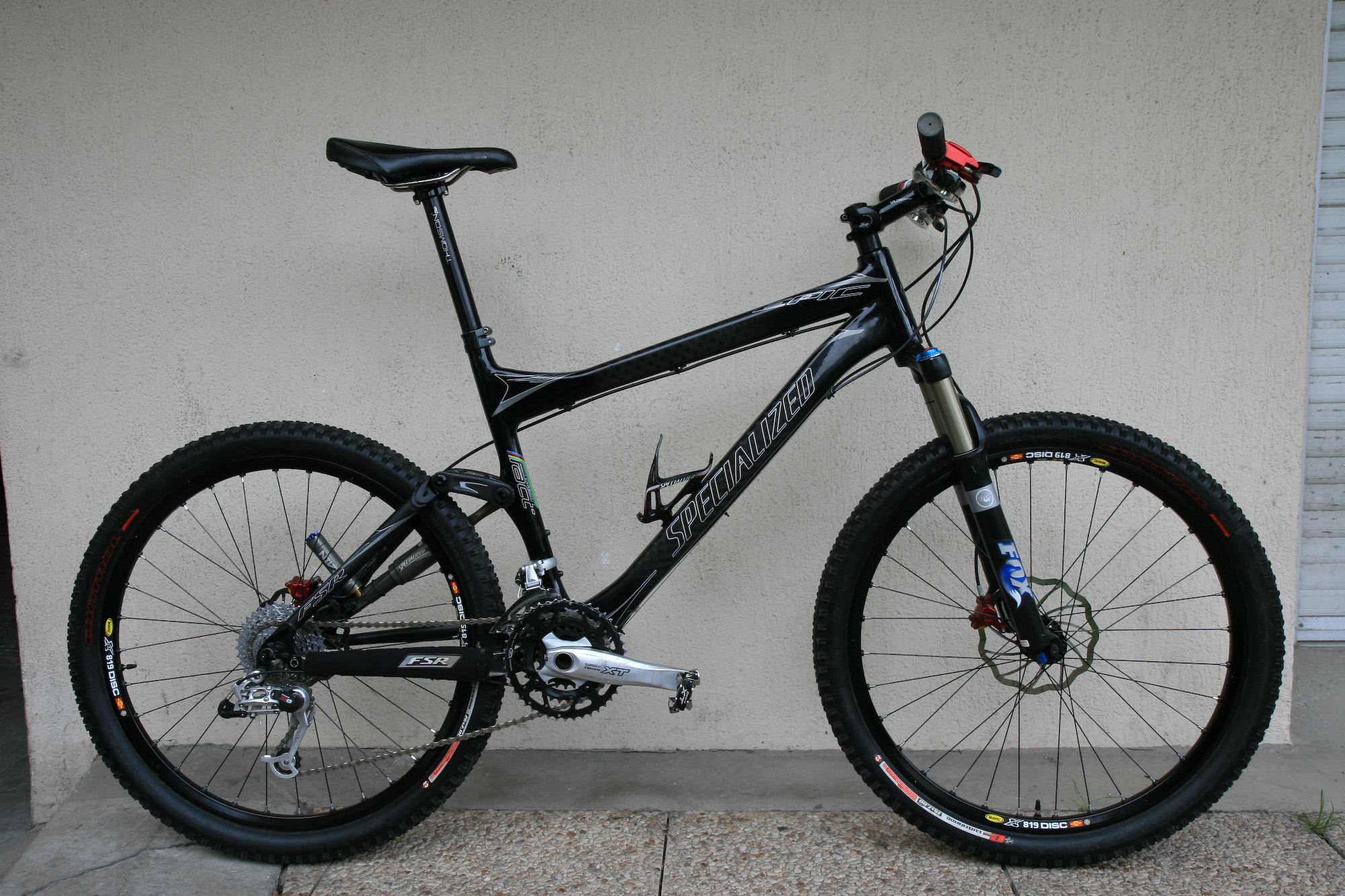
Epic Marathon Carbone 2007

Le Specialized Epic est un vélo tout terrain (VTT) destiné à la pratique du cross-country, conçu et fabriqué par le constructeur américain Specialized.
À la fin des années 1980, le nom Epic était donné aux premiers vélos en tubes carbone de la marque, comme le Stumpjumper Epic,. Au départ assemblé sur des raccords acier, le modèle Epic Ultimate avec ses raccords en titane sera champion du monde de cross-country en 1990 avec Ned Overend.
Plus tard, le nom Epic est donné à un VTT à suspension intégrale, commercialisé depuis 2003. Le modèle subira une refonte importante en 2009.

Logo du modèle Specialized Epic

Une gamme de modèles féminins est déclinée depuis la sortie, initialement sous l'appellation Epic Women ; elle bénéficie d'un nom spécifique Era depuis 2008.

## Géométrie
Comme tous les cadres de bicyclette suspendus de la marque Specialized, l'Epic se base sur une suspension FSR de type MacPherson (ou four-bar linkage suspension) , qui permet de limiter l'influence de la transmission sur le travail de la suspension et utilise le fameux pivot Horst.
Cependant, la mise en œuvre de la géométrie diffère selon les générations, surtout au niveau du design de la bicyclette.
Le débattement proposé a évolué au fil des années :
|             | Avant | Arrière |
| ----------- | ----- | ------- |
| 2003        | 80    | 90      |
| 2004 - 2005 | 100   | 90      |
| 2006 -      | 100   | 100     |

La technologie employée par l'amortisseur nécessite de le positionner près de l'axe de la roue arrière, ce qui a eu une incidence sur le design de la première génération de cadre, qui place l'amortisseur sur le côté gauche de la roue arrière, le long du hauban.
La seconde génération arrive à passer outre cette contrainte via l'utilisation d'une durite.

## Matériaux
L'Epic bénéficie des matériaux et procédés de fabrication mis au point et sélectionnés par le service de recherche et développement de la marque.
Le niveau de technicité du cadre et les matériaux employés ont évolué au fil des années, en proposant à chaque saison plusieurs versions.
Jusqu'en 2005, les versions haut de gamme utilisent un alliage d'aluminium propriétaire, présenté sous le nom M5, alors que le reste de la gamme utilise un alliage moins exclusif M4.
En 2006, une version composite FACT (Functional Advanced Carbon Technology) fait son apparition sur les versions haut de gamme, en permettant un gain de poids sur le cadre, et une augmentation de rigidité.
L'alliage M4 disparaît sur les autres versions pour laisser la place au M5.

## Amortissement
Caractéristique principale de l' Epic, son amortissement se base sur un amortisseur classique, sur lequel est adjointe une valve d'inertie, appelée couramment brain.
Cette valve d'inertie devant être positionnée au plus proche de la roue arrière pour identifier les accélérations provoquées par les aspérités du terrain, elle influencera la géométrie de la première génération.
Specialized a délégué de 2003 à 2006 la phase de fabrication de l'amortisseur et de son brain au constructeur Fox Racing Shox, bien connu dans le monde du VTT pour ses fourches suspendues et ses amortisseurs.
En 2007, les versions haut de gamme Marathon et S-Works se voient équipées d'un amortisseur fabriqué par Specialized, facilement reconnaissable à son montage inversé : le plongeur de l'amortisseur se retrouve du côté du moyeu.
Cet amortisseur se retrouve sur toute la gamme 2008.
La gamme, entièrement renouvelée en 2009, bénéficie pour l'occasion d'une nouvelle géométrie qui positionne l'amortisseur dans le triangle avant.
La liaison avec le brain présent à proximité de l'axe du moyeu de la roue arrière est dorénavant déléguée à une durite.

## Récompenses
Il a fait l'objet de nombreuses récompenses du côté des magazines : "élu" Innovation of the year (littéralement Innovation de l'année) lors de sa sortie en 2003 par VeloNews,, mais également VTT de l'année par le magazine "Velovert" lors de sa sortie en 2003, et de nouveau en 2009 lors de l'arrivée de la nouvelle version.

## Titres
Les capacités de l'Epic sont aussi soulignées en compétition, avec trois titres de champion du monde de Cross Country à son actif (quatre si on considère le titre de Ned Overend avec la première génération d'Epic) :
Christoph Sauser décroche le titre de champion du monde de X-country en 2008, après deux titres de vice-champion en 2005 et 2006.
En 2009, le Sud Africain Burry Stander remporte l'or aux championnats du monde de Cross Country dans la catégorie moins de 23 ans.
Le Tchèque Jaroslav Kulhavý remporte la Coupe du monde de VTT 2011 au guidon d'un Specialized Epic S-Works équipé de roues 29".
Le 12 août 2012, à l'occasion de l'épreuve masculine de Cross Country VTT aux Jeux olympiques d'été de 2012 de Londres, Jaroslav Kulhavý décroche la médaille d'or, toujours sur un Specialized Epic S-Works 29".